# Alegeri locale în județul Iași, 2020
În județul Iași, alegerile locale din 2020 s-au desfășurat la 27 septembrie.

## Candidați declarați
| Candidat          | Partid                  | Consiliul Județean  |
| ----------------- | ----------------------- | ------------------- |
| Cosette Chichirău | Alianța USR-PLUS        | Marius Bodea        |
| Mihai Chirica     | PNL                     | Costel Alexe        |
| Camelia Gavrilă   | PSD                     | Maricel Popa        |
| Cătălin Urtoi     | Împreună Pentru Moldova | Dragomir Tomașeschi |

## Rezultate
| candidat            | partid                  | voturi | % |
| ------------------- | ----------------------- | ------ | - |
| Marius Bodea        | USR-PLUS                |        |   |
| Costel Alexe        | PNL                     |        |   |
| Dragomir Tomașeschi | Împreună Pentru Moldova |        |   |

| candidat          | partid                  | voturi | % | consilieri locali |
| ----------------- | ----------------------- | ------ | - | ----------------- |
| Cosette Chichirău | USR-PLUS                |        |   |                   |
| Cătălin Urtoi     | Împreună Pentru Moldova |        |   |                   |
| Mihai Chirica     | PNL                     |        |   |                   |
| Camelia Gavrilă   | PSD                     |        |   |                   |